# Aristocles de Mesene
Aristocles fue un filósofo peripatético del siglo II.

## Biografía
Nacido en Mesina, fue el preceptor de Septimio Severo y formó a Alejandro de Afrodisias. Compuso una historia de los filósofos y de sus opiniones, en la cual combatía sobre todo al escepticismo. Su texto constituye una fuente preciosa para el conocimiento de Pirrón, Timón el Silógrafo y Enesidemo, obra de la que Eusebio de Cesarea ha conservado algunos fragmentos en la Preparación evangélica. Existió una enemistad manifiesta entre Eubulides y Aristóteles; Diógenes Laercio hace mención de Aristocles, que informa que Eubulides habría escrito un libro contra Aristóteles en el cual le habría reprochado haber alterado las enseñanzas de Platón y de haber estado ausente en el momento de su óbito.